# Himalayabuizerd
De himalayabuizerd (Buteo refectus synoniem: Buteo burmanicus) is een roofvogel uit de familie der havikachtigen (Accipitridae).
De vroegere wetenschappelijke naam B. burmanicus betreft een ondersoort van de Japanse buizerd (B. japonicus burmanicus).

## Verspreiding en leefgebied
Deze soort komt voor in de Himalaya en westelijk China.